# Vogtshaus (Steinen)

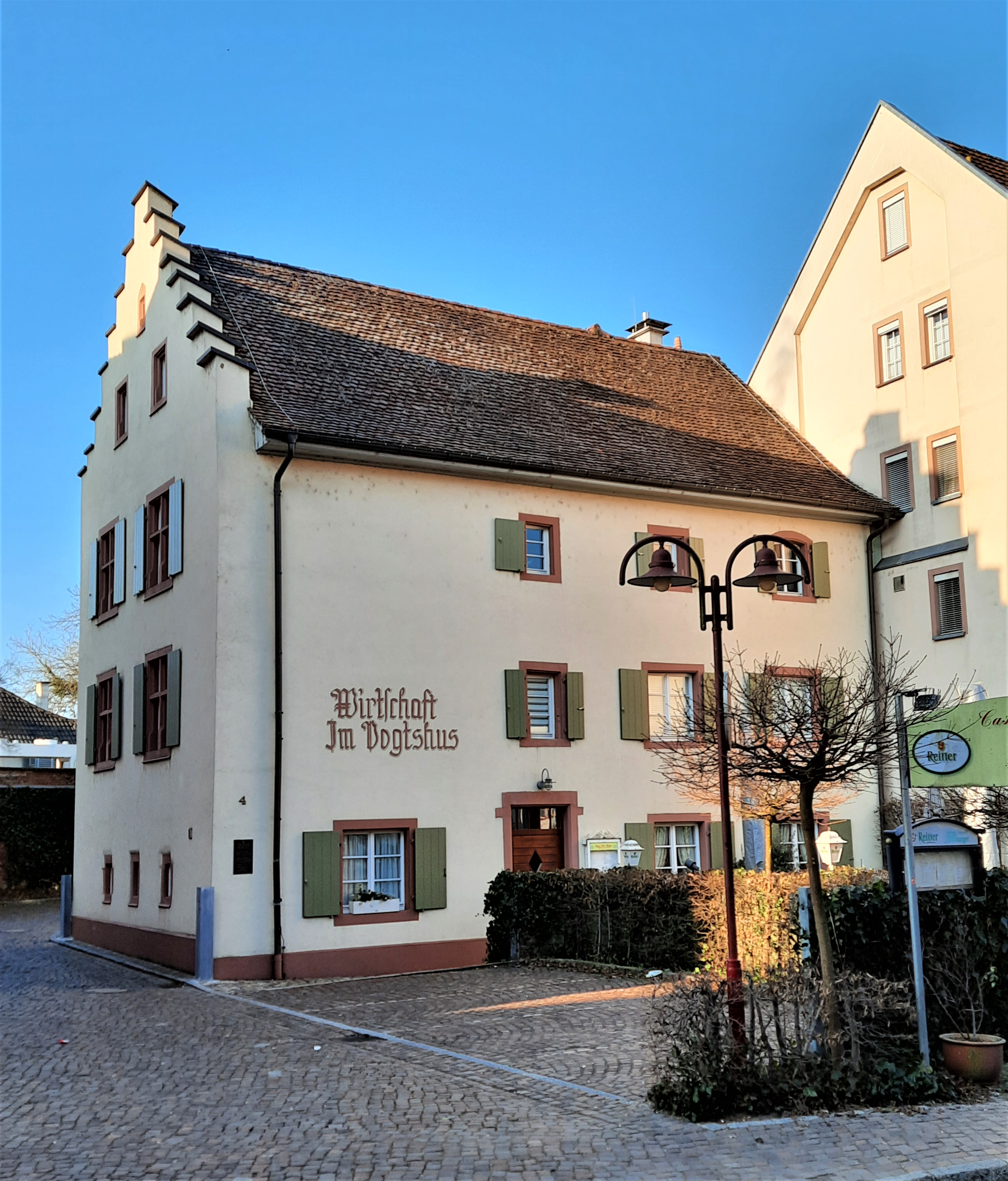
Vogtshaus in Steinen

Das Vogtshaus (alemannisch Vogtshus) in Steinen ist ein Bruch- und Sandsteinbau mit Treppentürmchen und Staffelgiebel, dessen älteste Teile 1553 errichtet wurden. 1593/94 erfolgte ein größerer Umbau. Da Bauherr der seinerzeitige Dorfvogt, Bastian/Jakob ? Haller, war gilt es als ältestes bekanntes „Rathaus“ in Steinen. Es ist überdies das älteste noch erhaltene Haus im Ortskern von Steinen und ein seltenes Denkmal bürgerlicher Wohnkultur im Markgräflerland vor dem Dreißigjährigen Krieg. Heute dient es verschiedenen Zwecken.

## Geschichte
Als Bauherr des älteren Hauses von 1553 kommt Bastian Haller in Frage, der 1571 als Dorfvogt an der Aufstellung eines Berains für Steinen beteiligt und bis zu seinem Tod 1597 im Amt war.
Als Bauherr der Umgestaltung 1593/94 wird der Dorfvogt von Steinen, Jakob Haller, angenommen, dessen Wappen in der Spindeltreppe zu finden ist. Das Steinemer Geschlecht der Haller ist bereits vor 1585 und über 9 Generationen nachweisbar.
Jakob Haller wurde Nachfolger seines Vaters Bastian als Vogt. Er war dreimal verheiratet und starb 1610. Das Geschlecht besetzte mehrfach öffentliche Ämter in der Gemeinde (Vogt, Stabhalter = Stellvertreter des Vogts, Richter etc.).
Als Vogtshaus wurde auf den Dörfern des Markgräflerlandes oft das Wohnhaus des Vogtes bezeichnet – es handelte sich nicht um ein von der Landesherrschaft errichtetes Amtsgebäude. Das Amt des Vogtes blieb oft über Generationen in der Hand einer Familie, aber es war nicht erblich, sondern der Vogt wurde durch die Ortsbevölkerung (Männer mit Bürgerrecht in der Gemeinde) gewählt und von der Landesherrschaft bestätigt. So gab es über die Zeit in jedem Dorf verschiedene Vogtshäuser und es blieb dem Zufall überlassen für welches Haus die Bezeichnung über die Geschichte erhalten blieb oder wie im Fall Steinen wiederbelebt wurde. Erst im Zusammenhang mit der Diskussion über die Erhaltung des Hauses in den 1980er-Jahren wurde das vorher abfällig als „Ritterburg“ bezeichnete Gebäude wieder „Vogtshaus“ genannt.

## Baubeschreibung

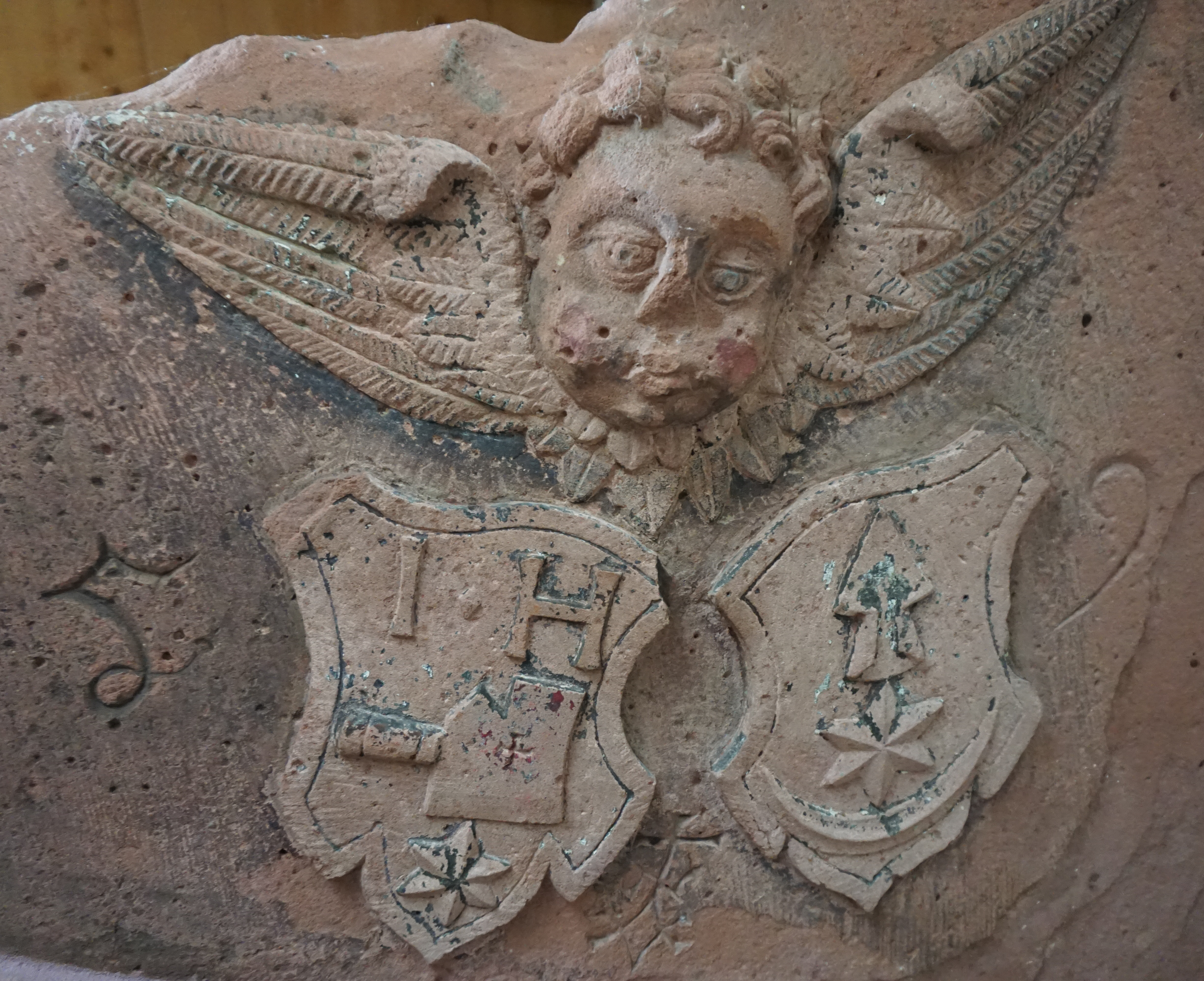
Wappen des Vogtes Jakob Haller und seiner Ehefrau in der Spindeltreppe des Vogtshauses in Steinen

Der Bau steht im alten Ortskern des Dorfes Steinen (heutige Eisenbahnstraße 3) an seiner stark befahrenen Durchgangsstraße. Das Haus besteht aus drei Gebäudetrakten. Ursprünglich (1553) standen zwei Bauten mit dem Giebel zur Straße nebeneinander und waren durch eine Traufgasse getrennt. Bei einem umfassenden Umbau 1593/94 wurden die zwei Häuser beidseitig der Traufgasse zu einem Gebäude vereinigt. Es wurde ein neuer Dachstuhl parallel zur Straße angelegt, der hintere Gebäudeteil behielt den alten Dachstuhl. Der neue Gesamtbau hatte einen winkelförmigen Grundriss. In den Winkel der beiden Bauteile wurde 1594 als dritter Gebäudetrakt ein Turm mit Spindeltreppe aus Sandstein angefügt, die sich damals bis in den Dachraum erstreckte. Über dem nicht unterkellerten Erdgeschoss erheben sich zwei Obergeschosse. In den Obergeschossen gab es je einen Laubengang mit Abort, der mit einer Grube verbunden war. Es war „eine für damalige Verhältnisse luxuriöse Toilettenanlage“.
Das Erdgeschoss wurde für den Betrieb einer Metzgerei genutzt. Dies war der Beruf des Vogtes Jakob Haller, was er durch mehrfache Abbildung von Metzgerbeilen im Haus dokumentiert hat. Im Erdgeschoss des hinteren Baus war vermutlich die Schreibstube der Vogtei untergebracht, deren Wände vertäfelt waren. Im ersten Obergeschoss befanden sich eine mit einem Kachelofen heizbare Stube, zwei Kammern und die Küche. Im zweiten Obergeschoss entsprach die Raumeinteilung – mit Ausnahme der Küche – jener des ersten Obergeschosses. Der hintere Flügel im zweiten Obergeschoss war nicht unterteilt und diente wahrscheinlich als Versammlungsraum.
Es wurden 24 Steinmetzzeichen gefunden, die wahrscheinlich von Steinmetzen der Straßburger Bauhütte stammen.

### Wandbemalung

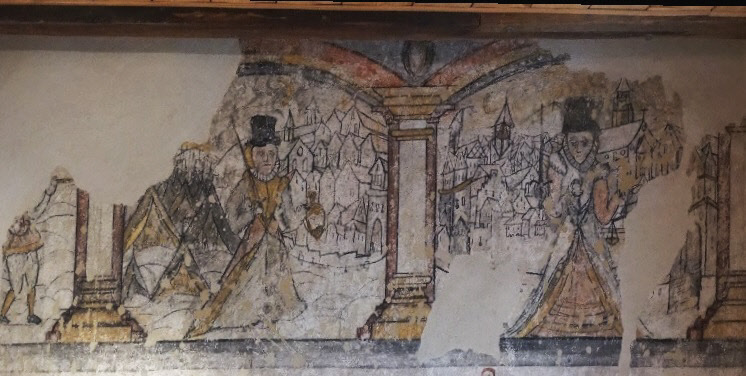
Wandgemälde im Vogtshaus Steinen

In der großen – zur Straße gelegenen – Stube im zweiten Obergeschoss wurde unter mehreren Schichten Farbe ein großes Wandgemälde freigelegt, das die obere Hälfte der Nordwand und der Nordostecke bedeckt. Es wird angenommen, dass das Gemälde bereits zum Bau von 1533 gehörte. Im Vordergrund des Bildes sieht man zwei Frauenfiguren in spanischer Tracht. Die vom Betrachter aus rechte Gestalt hat Schwert und Waage in den Händen und repräsentiert die schlichtende Justitia, während die linke Figur die ausführende Justitia darstellt, die ein Schwert und einen abgeschlagenen Kopf in den Händen hält. Ob die Stadt im Hintergrund das nahe Basel darstellen soll, ist fraglich. Die Darstellung der Justitia legt die Vermutung nahe, dass es sich bei dem Raum einst um eine Amtsstube handelte, in der das Vogteigericht tagte. Die hohe oder Blutgerichtsbarkeit wurde jedoch sicher nicht hier, sondern vom Landgericht auf der Burg Rötteln ausgeübt.
Nebst diesem großen Wandgemälde wurden an einer Vielzahl von Stellen weitere Malereien freigelegt. „In den Fluren waren die Türen zum Treppenturm mit illusionistischer Architekturmalerei und Tauwerk gerahmt.“ Außerdem gab es: „Eine aufwendige Gestaltung des sichtbaren Fachwerks mit reicher Bänderung in Rot, Grau und Ocker.“

## Ungewisser Fortbestand
Nach der Umsetzung der Gemeindereform 1975 gab es Überlegungen den Ortskern des Zentrums der neuen Großgemeinde Steinen aufzuwerten. Es wurde ein Sanierungsgebiet nach dem Städtebauförderungsgesetz ausgewiesen. In den Jahren 1984 und 1985 erfolgten in diesem Sanierungsgebiet erste Abbruchmaßnahmen, wovon auch ein Nachbarhaus betroffen war.
Das Vogtshaus wurde bis 1983 noch als Wohnhaus benutzt – aufgrund des Instandhaltungsrückstandes zuletzt für sozial schwache Bewohner. In der Gemeinde wurde es abfällig auch als Ritterburg bezeichnet. Optisch fiel es im Ortsbild kaum auf, da es zur Straßenseite hin halbwegs durch einen anderen Bau verdeckt war. Weder das Standardwerk von Franz Xaver Kraus über die badischen Kunstdenkmäler noch die Ortschronik von Ernst Friedrich Bühler erwähnen den Bau. Das Haus war dem Verfall preisgegeben.
Der Grundstückseigentümer, der gleichzeitig auch Eigentümer des Nachbargrundstücks war, begehrte eine Abbruchgenehmigung, was auch von der Gemeinde unterstützt wurde.
Das Landesdenkmalamt sprach sich gegen den Abbruch des Vogtshauses aus, aber das Regierungspräsidium Freiburg setzte sich darüber hinweg und genehmigte den Abbruch. Gegen diesen Entscheid riefen Bürger von Steinen den Petitionsausschuss des Landtages an. Der Ausschuss kam jedoch zum Schluss, dass die Erhaltung des Hauses dem privaten Eigentümer nicht zuzumuten sei. Die Gemeinde lehnte ein Angebot zum Kauf des Objektes ab. Der Ausschuss verfügte jedoch, dass vor dem Abbruch eine Abbruchdokumentation des Hauses zu erstellen sei.
Der Auftrag für das Gutachten wurde Johannes Cramer erteilt, der die wissenschaftliche Bestandsaufnahme von Mai bis Juli 1985 durchführte.
Zudem hatte sich im Juli bis September 1985 aus der Bürgerinitiative Rettet das alte Steinen und weiteren Bürgern ein Förderkreis Vogtshaus Steinen e.V. gebildet, der für die Erhaltung des Hauses eintrat und die Öffentlichkeit mobilisierte. Im Ergebnis wurde die Abbruchgenehmigung widerrufen, da neue Untersuchungsergebnisse das Haus als Kulturdenkmal von überörtlichem Interesse darstellten.
Es ist heute als Kulturdenkmal von überörtlicher Bedeutung in das Denkmalbuch des Landes Baden-Württemberg eingetragen.
Der Widerruf der Abbruchgenehmigung hatte gerichtliche Auseinandersetzungen zur Folge, die erst 1988 mit dem Kauf der Liegenschaft durch den Förderkreis endeten. Der Kaufpreis von 250 000 DM machte aber den geringsten Teil des finanziellen Engagements aus.
Ende 1988 begannen die Aufräumungs- und Sicherungsarbeiten und am 1. Oktober 1989 wurde die Baugenehmigung zur Sanierung und Renovierung erteilt. 1996 konnten die Maßnahmen abgeschlossen werden. Die Renovierungskosten von ca. 2 Mio. DM überstiegen die Schätzungen um etwa 0,5 Mio. DM, die 1993 von der Deutschen Stiftung Denkmalschutz übernommen wurden. Neben den vom Förderkreis mobilisierten Geld- und Sachspenden von 340 000 DM wurden Zuschüsse vom Land und dem Landkreis gewährt.

## Heutige Nutzung

### Allgemein
Im Erdgeschoss wird seit Oktober 1994 eine Gastwirtschaft betrieben. Das erste Obergeschoss soll privat dauerhaft vermietet werden, während im zweiten Obergeschoss für standesamtliche Trauungen und nachfolgenden Apero Räume kurzzeitig gemietet werden können. Zudem können die Räume zeitweise auch als Ausstellungsfläche mit ca. 100 Quadratmetern verwendet werden.

### Ausstellungen
Nachfolgend eine unvollständige Auflistung von Ausstellungen, die im Vogtshaus durchgeführt wurden:
- 2008: Gemäldeausstellung Renate Schmidt, Schönau; Aquarelle und Acrylbilder
- 2009: Gemäldeausstellung Waldemar Dinkat, Steinen[32]
- 2012: Fotoausstellung „150 Jahre Wiesentalbahn“[33]
- 2013: Foto- und Postkartenausstellung „900 Jahre Steinen“